# Femalien
Pour plus de détails, voir Fiche technique et Distribution.
Femalien est un film américain réalisé par Cybil Richards, sorti en 1996. 
Le titre du film est un mot-valise entre female (femme, femelle) et alien (extraterrestre).

## Synopsis
Une race d'extraterrestres qui a évolué au point qu'elle n'a aucune expérience physique dans leurs souvenirs collectifs, envoient Kara (Venesa Talor) sur Terre, afin qu'elle puisse expérimenter autant de sensations physiques que possible. 

## Fiche technique
- Titre : Femalien
- Réalisation : Cybil Richards
- Scénario : Cybil Richards, Randy Fontana
- Producteur exécutif : Pat Siciliano
- Société de production : Surrender Cinema
- Monteur : Barry Byrne
- Musique : Ollie Wood
- Pays de production :  États-Unis
- Langue : anglais américain
- Genre : Comédie dramatique de science-fiction érotique
- Durée : 1 h 29
- Date de sortie : 
  - États-Unis : 3 septembre 1996

## Distribution
- Jacqueline Lovell : Sun
- Matt Shue : Drew
- Kurt Sinclair : M.J.
- Taylor St. Clair : Gina
- Venesa Talor : Kara
- Brittany Andrews : Girl Cop
- Juan Carlos de Vasquez : Frank
- Leena : Jean
- Carlos San Miguel : Harry
- Holly Cat : Celeste
- Everett Rodd : Paul
- Leigh Matchett : Debra
- Bobbie Marie : Girl Toy
- Rob Lee : Boy Cop
- Summer Leigh : Wheel Girl